# Cino da Pistoia
Guittoncino dei Sinibaldi sau, latinizat, Cinus de Sighibuldis, cunoscut ca Cino da Pistoia (n. 1270, Pistoia, Toscana, Italia – d. 1336, Pistoia, Toscana, Italia) a fost un poet și jurist italian.
În perioada 1317 - 1331, a ținut prelegeri de drept la diverse universități italiene.

## Opera
În domeniul juridic, cea mai importantă operă a sa este Lectura in codicem (1312–1314), unde este comentat Corpus Juris Civilis al lui Iustinian.
Prin volumul de poezii Rime ("Versuri"), poate fi considerat precursor al lui Petrarca.
Aici, dolce stil nuovo este îmbogățit prin naturalețea descrierii sentimentului iubirii.
La fel de valoroase sunt și scrisorile adresate lui Dante și Petrarca.

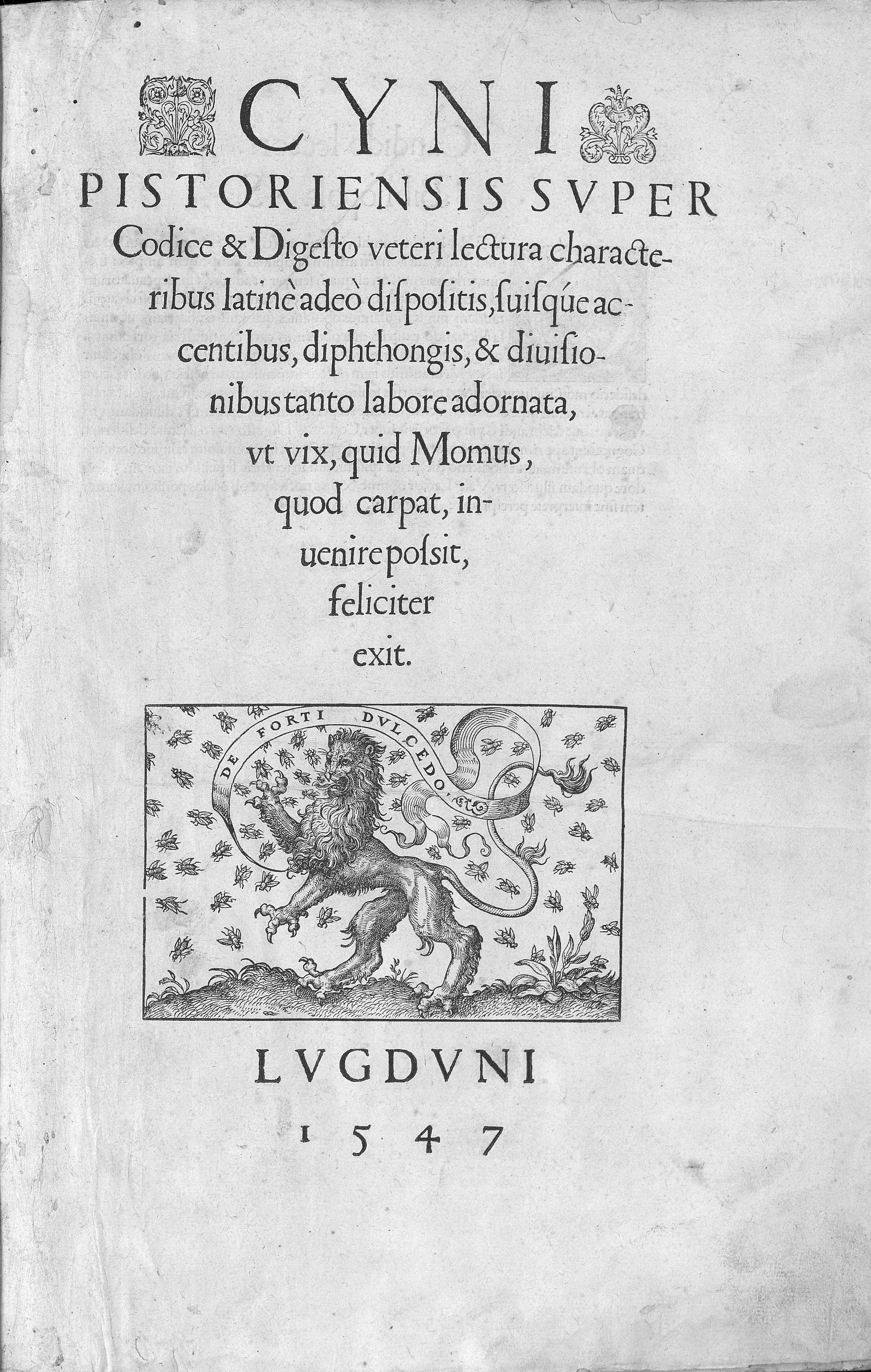
Lectura in Codicem, 1547
- Le rime, 1862